# 遠藤理史
遠藤 理史（えんどう りし、えんどう まさふみ、1965年 - ）は、日本のテレビプロデューサー。NHK職員。2017年4月時点の役職は、NHK制作局第2制作センター・ドラマ番組部部長。

## 来歴
早稲田大学第一文学部卒業。1987年、NHKに入局。NHK長崎放送局での報道担当を経て、91年番組制作局ドラマ部へ異動。
連続テレビ小説「あぐり」（96）「ちゅらさん」（00）「風のハルカ」(05）「ちりとてちん」（07）大河ドラマ「元禄繚乱」（99）をはじめ、ドラマ「六番目の小夜子」（00）「ゆうれい貸します」（03）「お買い物」（09）「お葬式で会いましょう」ほか、演出やプロデューサーとして多くのドラマを制作。
2014年からドラマ番組部長を務め、2017年から長崎放送局長。2020年から知財センター長、2023年から第3制作センタードラマ統括副部長。
また2000年からは演劇ユニット黒鯛プロデュースの作品を中心に、舞台演出家としても活動。

## 主な作品

### テレビドラマ
- CP＝制作統括

| 放送日          | 放送枠など                         | タイトル                                |           |
| --------------- | ---------------------------------- | --------------------------------------- | --------- |
| 1991            | 連続テレビ小説                     | 君の名は                                | 演出助手  |
| 1992/4/28       | NHKスペシャル ニューウェーブドラマ | リバースアンドプレイバック              | 演出 音楽 |
| 1994            | ドラマ新銀河                       | 企業病棟                                | 演出      |
| 1995            | 金曜時代劇                         | とおりゃんせ〜深川人情澪通り            | 演出      |
| 1997            | 連続テレビ小説                     | あぐり                                  | 演出      |
| 1997/5/5        | 国際共同制作                       | リンコ                                  | 演出      |
| 1998/10/24      | NHKドラマ館                        | 35歳・夢の途中                          | 演出      |
| 1999            | 大河ドラマ                         | 元禄繚乱                                | 演出      |
| 2000            | ドラマ愛の詩                       | 六番目の小夜子                          | 演出      |
| 2001            | 連続テレビ小説                     | ちゅらさん                              | 演出      |
| 2002            | 夜の連続ドラマ                     | 真夜中は別の顔                          | 演出      |
| 2002/11/23      | ハイビジョンドラマ                 | 迷路の歩き方                            | 演出      |
| 2003            | 金曜時代劇                         | ゆうれい、貸します                      | 演出      |
| 2004            | ドラマ愛の詩                       | ミニモニ。でブレーメンの音楽隊          | 演出      |
| 2004            | 月曜ドラマシリーズ                 | 妻の卒業式                              | 演出      |
| 2005            | 連続テレビ小説                     | 風のハルカ                              | 演出      |
| 2007/1/27・2/3  | 土曜ドラマ                         | スロースタート                          | CP        |
| 2007            | 連続テレビ小説                     | ちりとてちん                            | CP        |
| 2008/7/25       | 連続テレビ小説 スピンオフ          | ちりとてちん外伝「まいご3兄弟」         | CP        |
| 2008            | ドラマ8                            | キャットストリート                      | CP        |
| 2008            | ドラマ8                            | 七瀬ふたたび                            | CP        |
| 2009/2/14       | 特集ドラマ                         | お買い物                                | CP        |
| 2009/2/21       | 創作テレビドラマ大賞               | ガラス色の恋人                          | CP        |
| 2009            | ワンセグ劇場                       | ドラマ8芸能社                           | CP・演出  |
| 2009            | 土曜ドラマ                         | 風に舞いあがるビニールシート            | CP        |
| 2009            | ドラマ8                            | ゴーストフレンズ                        | CP        |
| 2009            | ドラマ8                            | ふたつのスピカ                          | CP        |
| 2012/3/28・3/29 | NHKドラマ部幽霊対策シリーズ        | 朝ドラ殺人事件                          | CP        |
| 2012/8/26       | NHKドラマ部幽霊対策シリーズ        | 大河ドラマ大作戦                        | CP        |
| 2013/3/30       | NHKドラマ部幽霊対策シリーズ        | 放送博物館危機一髪                      | CP        |
| 2013/7 - 2013/8 | プレミアムドラマ                   | かすてぃら                              | CP        |
| 2013            | BS時代劇                           | 雲霧仁左衛門                            | CP        |
| 2013            | プレミアムドラマ                   | ハードナッツ!〜数学girlの恋する事件簿〜 | CP        |
| 2014            | 長野発地域ドラマ                   | 木曽オリオン                            | CP        |
| 2014            | 特集ドラマ                         | 下町ボブスレー                          | CP        |
| 2014/5/5        | 特集ドラマ                         | お葬式で会いましょう                    | CP        |
| 2014/12/22      | 特集ドラマ                         | ナイフの行方                            | 制作統括  |
| 2019/2/6        | 長崎発地域ドラマ                   | かんざらしに恋して                      | 企画      |
| 2023/2/4        | テレビ70年記念ドラマ               | 大河ドラマが生まれた日                  | 企画      |
| 2024/3/23       | 特集ドラマ                         | 広重ぶるう                              | 制作統括  |
| 2024/3/26       | 特集ドラマ                         | ケの日のケケケ                          | 制作統括  |
| 2024/3/30       | NHKスペシャル                      | 未解決事件File10 下山事件               | 制作統括  |
| 2024/8/20       | 特集ドラマ                         | ダーウィンが行く!?                      | 制作統括  |
| 2025            | 夜ドラ                             | ワタシってサバサバしてるから２          | 制作統括  |
| 2025            | プレミアムドラマ                   | 照子と瑠衣                              | 制作統括  |

### ラジオドラマ
- 2007 NHK-FM青春アドベンチャー「僕たちの戦争」 制作統括
- 2024 NHK-FM FMシアター「逆さ首[21]」制作統括
- 2025 NHK-FM青春アドベンチャー「謙信サマは今日も気まぐれ[22]」　制作統括

### 舞台演出

#### 〇演劇ユニット黒鯛プロデュース関係[23]
- 「なんのこれしき」　2000年3月31日～4月2日　シアタートラム（三軒茶屋）
- 「行き当たりばっちり」　2002年1月4日～1月6日　東京芸術劇場 小劇場1（池袋）
- 「B列車で行こう！」　2004年1月8日～11日　日航ホテル・マグレブ（お台場）
- 「異議ある夫婦～夫婦のことは他人にしかわからない」　2009年7月23日～26日　銀座みゆき館劇場（銀座）
- 「相続してもいいころ」　2010年8月20日～22日　銀座みゆき館劇場（銀座）
- 「ジャズ幽霊さん」　2011年7月28日　サントリーホール　ブルーローズ（赤坂）
- 「ピアノレッスン、なう。」　2013年10月30日 ～ 11月1日　サントリーホール ブルーローズ（赤坂）　[再演] 2014年12月5日　三井住友海上しらかわホール（名古屋市）　12月7日　Left Alone（芦屋）
- 「勝手にワールドツアー～バイオリニストとコモリスト～」　2014年6月7日～ 6月8日　GRECO（大塚）　[再演] 2015年7月12日　北沢タウンホール（下北沢）　[再演] 2019年11月9日　ルーテル市ヶ谷ホール（市ヶ谷）　[再演] 2021.12/25(土)〜2022.1/5(水)　Ricordi（半蔵門）　[再演] 2022年7月16日～17日 club Adriana（クラブ アドリアーナ） （名古屋市） 7月18日　遊倶楽部 (あま市)　[再演] 2023年1月14日　棚橋家住宅（名古屋市）　1月15日　ライブ・ギャラリー元（名古屋市）　[再演] 2023年5月6日　LIBERTANGO（銀座）　5月7日　健伸幼稚園ホール（船橋市）　[再演] 2023年10月22日 Eta Aquarid（イータ アクアリッド）（芦屋市）
- 「テラバン～私たちがお寺のお堂でバンドをやる羽目になった理由〜」　2016年7月28日〜31日　築地本願寺内ブディストホール（築地）
- 笑うシェイクスピア 黒鯛版「恋の骨折り損」　2017年10月18日〜22日　シアターグリーン Box in Box THEATER（池袋）
- 「初めまして、千里先生」　2019年1月4日〜6日　中村中学校・高等学校 フェニックスホール（清澄白河）
- 「わたしはピアノ。」　2020年1月17日〜18日　Body Ⅱ Soul（長崎市）　[再演] 2022年5月5日〜7日　GINZA LIBERTANGO（銀座）　[再演]  2023年5月13日～14日　棚橋家住宅（名古屋市）
- 「君に弾く物語、オンライン」　2021年3月13日（土）〜28日（日）　Ricordi（半蔵門）
- 「ふたりの老女」　2024年7月20日　関内ホール小ホール（横浜）　[再演] 2024年12月21日～22日　Ricordi（半蔵門）

#### 〇その他の公演
- サラ・プロジェクト公演「仰げば尊し」　2009年11月17日～19日　銀座みゆき館劇場（銀座）[24]
- サラ・プロジェクト公演「幽体バカンス」　2010年11月10日～14日　銀座みゆき館劇場（銀座）
- 「夏の夜の夢　夢見るころを過ぎても編」　2012年7月4日～8日　ブディストホール（築地）[25]
- JJプロモーションpresents「ごはんとピアノとわたし」　2023年11月18日～19日　Ricordi（半蔵門）[26]
- JJプロモーションpresents「梅干しとエビフライとわたし」　2024年10月5日～6日　スターダスト（下北沢）[27]
- 音楽朗読劇「陰陽師」　2024年10月8日～9日　シアター1010（北千住）[28]　[再演] 2025年2月21日～24日　よみうり大手町ホール